# Deseronto
Deseronto est une ville du comté de Hastings en Ontario au Canada, fondée en 1784.

## Démographie
| 2001  | 2006  | 2011  | 2016  |
| ----- | ----- | ----- | ----- |
| 1 796 | 1 824 | 1 835 | 1 774 |